# Sainte-Marguerite-de-Carrouges
Sainte-Marguerite-de-Carrouges – miejscowość i gmina we Francji, w regionie Normandia, w departamencie Orne.
Według danych na rok 1990 gminę zamieszkiwały 202 osoby, a gęstość zaludnienia wynosiła 23 osoby/km² (wśród 1815 gmin Dolnej Normandii Sainte-Marguerite-de-Carrouges plasuje się na 684. miejscu pod względem liczby ludności, natomiast pod względem powierzchni na miejscu 587.).